# Ruud Hesp
Rudolfus Hubertus "Ruud" Hesp (født 31. oktober 1965 i Bussum, Holland) er en hollandsk tidligere fodboldspiller (målmand). 
Hesp startede sin karriere i hjemlandet, hvor han repræsenterede henholdsvis Haarlem, Fortuna Sittard og Roda. Han vandt den hollandske pokalturnering KNVB Cup med Roda i 1997, og spillede hele kampen i finalesejren over Heerenveen.
Fra 1997 til 2000 spillede Hesp for FC Barcelona i den spanske La Liga. Her blev Hesp en del af en stor hollandsk koloni i klubben, som på daværende tidspunkt blev trænet af Louis van Gaal. Blandt de andre hollændere i truppen på daværende tidspunkt kan nævnes Michael Reiziger, Phillip Cocu, tvillingebrødrene Ronald og Frank de Boer samt Patrick Kluivert. Hesp spillede 100 ligakampe over tre år og var med til at vinde to spanske mesterskaber med klubben.
Hesp nåede aldrig at spille en kamp for det hollandske landshold, men var dog ved flere lejligheder med i holdets trup som reserve for Edwin van der Sar og Ed de Goeij. Han var blandt andet med i Hollands trup til både EM 1996 i England og VM 1998 i Frankrig.

## Titler
KNVB Cup
- 1997 med Roda

La Liga
- 1998 og 1999 med FC Barcelona

Copa del Rey
- 1998 med FC Barcelona

UEFA Super Cup
- 1997 med FC Barcelona